# 포도 재배

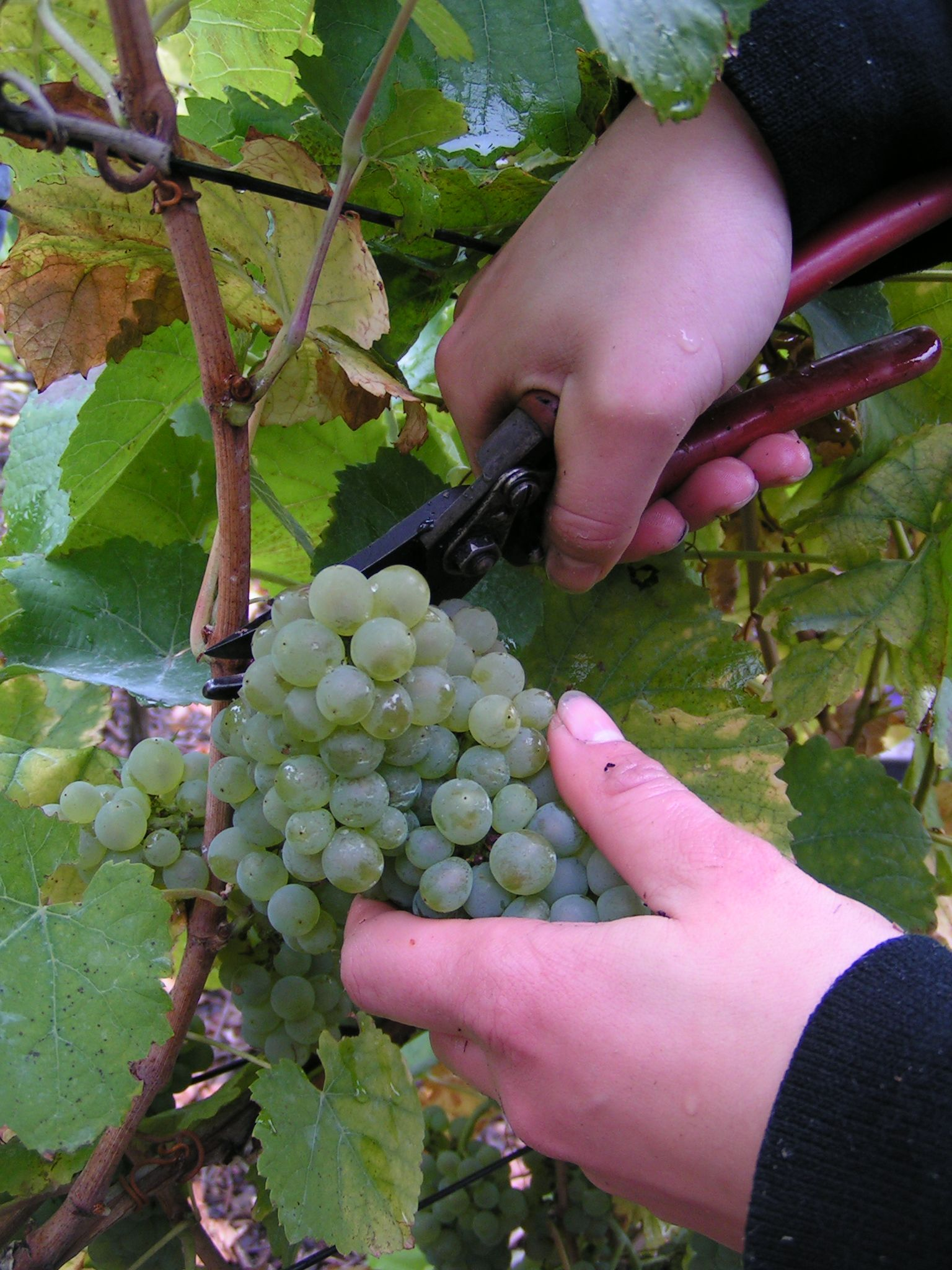
사람의 손으로 포도를 가꾸는 모습.

포도 재배 또는 비티컬처(viticulture)는 포도의 과학, 생산, 연구를 아우른다. 포도밭에서 일어나는 일련의 일들을 다룬다. 원예의 한 갈래이다.
포도(Vitis vinifera)의 원산지가 서유럽에서부터 카스피해의 페르시아 해안 지역까지 걸쳐 있지만, 포도 나무는 높은 수준의 순응성을 보이고 가끔은 도입 후 새로운 환경을 받아들이는 돌연변이적인 특성을 나타낸다. 이러한 이유로 포도 재배는 남극을 제외하고 모든 대륙에서 볼 수 있다.

## 역사
최초의 포도나무의 경작과 포도주 제조는 7,000년 전으로 거슬러 올라간다. 포도 재배의 역사는 인류가 신석기 시대에 포도를 포도주로 경작하였다는 증거와 더불어 포도주의 역사와 밀접한 관계가 있다. 포도(Vitis vinifera) 경작의 일부분이 현대 국가 조지아와 아르메니아의 지역에서 발생했다는 증거가 있다. 가장 오래된 것으로 알려진 포도주 양조장은 아르메니아 바요츠조르 주의 아레니-1 동굴에서 발견되었다. 기원전 4100년 경으로 거슬러 올라가면 이 지역에는 포도주 틀, 발효 배트, 항아리, 컵이 있었다.

## 같이 보기
- 포도주 양조학